# The Cyclone Cowboy
Pour les articles homonymes, voir Cowboy.
Pour plus de détails, voir Fiche technique et Distribution.
The Cyclone Cowboy est un film américain réalisé par Richard Thorpe, sorti en 1927.

## Synopsis
"Ma" Tuttle aimerait bien que sa fille Norma épouse Wally, son contremaître, mais Norma écrit de la ville qu'elle est fiancée à Gerald Weith, un citadin. Ma emmène Wally à la ville pour ramener sa fille à la raison, mais celle-ci propose de retourner au ranch avec Gerald. Il a du mal à s'adapter à la vie de l'Ouest et suggère à Norma de s'enfuir ensemble. Elle accepte, même si elle commençait à admirer Wally. Une tempête surprend Norma, Gerald et Wally, et ils trouvent refuge dans une cabane où se trouve déjà une bande de voleurs de bétail. Gerald s'avère être un couard et Norma se tourne instinctivement vers Wally. Grâce à l'aide de Ma et de ses hommes, les voleurs sont pris. Wally et Norma restent ensemble.

## Fiche technique
- Titre original : The Cyclone Cowboy
- Réalisation : Richard Thorpe
- Photographie : Ray Ries
- Production : Lester F. Scott Jr.
- Société de production : Action Pictures
- Société de distribution : Pathé Exchange
- Pays de production :  États-Unis
- Langue originale : anglais
- Format : noir et blanc — 35 mm — 1,37:1 — Film muet
- Genre : Western
- Durée : 5 bobines - 1 355 m
- Date de sortie :
  - États-Unis : 2 janvier 1927

## Distribution
- Wally Wales : Wally Baxter
- Violet Bird : Norma Tuttle
- Raye Hampton : "Ma" Tuttle
- Dick Lee : Gerald Weith
- Ann Warrington : Laura Tuttle
- George Magrill